# Cosmoplatidius simulans
Cosmoplatidius simulans är en skalbaggsart som först beskrevs av Bates 1870.  Cosmoplatidius simulans ingår i släktet Cosmoplatidius och familjen långhorningar. Inga underarter finns listade i Catalogue of Life.